# 愛とロマンの8時間コース

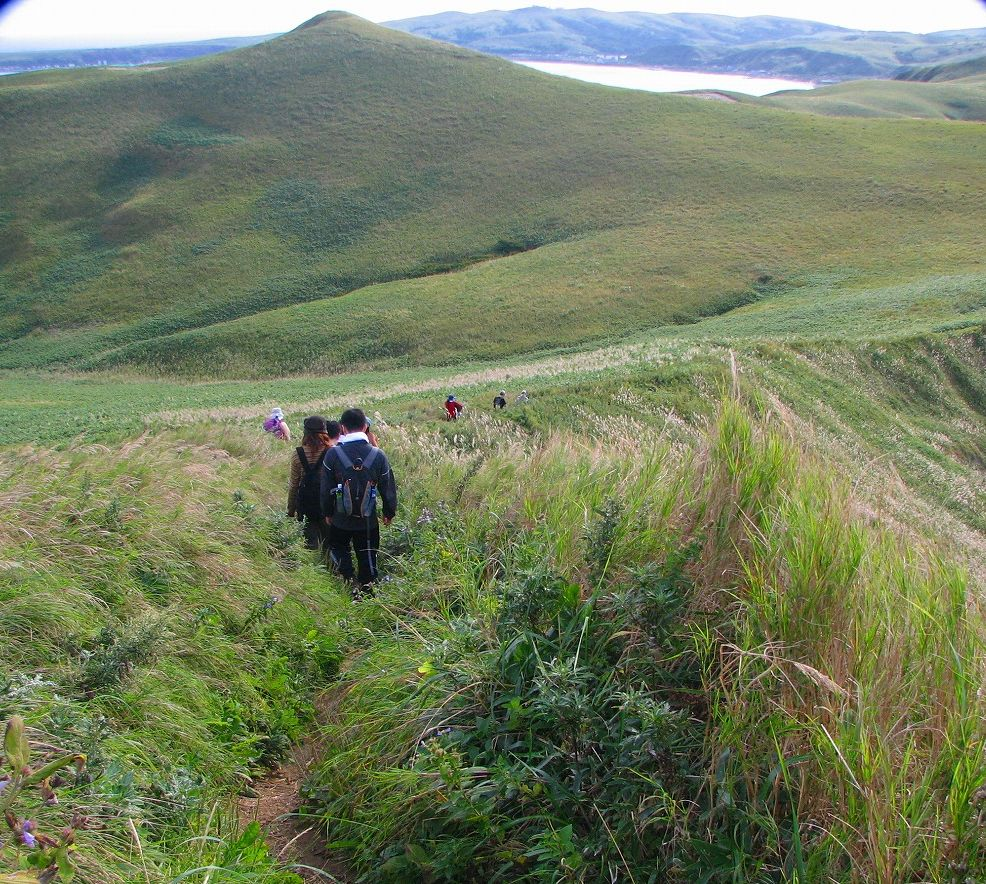
愛とロマンの8時間コース（2010.9.10）

愛とロマンの8時間コース（あいとロマンの8じかんコース）は北海道礼文島のトレッキングコースである。

## 概要
礼文島の浜中集落から香深井までを歩く約30kmのトレッキングコースである。名称の由来は「最初は顔も名前も知らない旅人同士が共に歩いているうちに友情が芽生え愛が生まれロマンに発展する」というところから名付けられた。コースの開拓は桃岩荘ユースホステルである。

## コース
浜中～西上泊(澄海岬)～砂すべり～宇遠内～礼文林道～香深井
- トイレ設置場所

浜中、西上泊、宇遠内、レブンウスユキソウ群生地
- 飲食物補給可能場所[6]

浜中（売店有り。自動販売機有り）、西上泊（売店有り、自動販売機無し）、宇遠内（売店無し、自動販売機無し）

## ゴール地について
- 2025年現在では以下のようにゴール地が複数存在する。
  - 三代目8時間コース…浜中～西上泊(澄海岬)～砂すべり～宇遠内～礼文林道分岐～道道765号分岐～新桃岩トンネル～元地分岐～桃岩荘
  - 二代目8時間コース…スコトン岬～鮑古丹～ゴロタ岬～鉄府～西上泊(澄海岬)～砂すべり～宇遠内～礼文林道分岐～北海道道765号分岐～二代目桃岩トンネル～元地分岐～桃岩荘
  - 初代8時間コース…スコトン岬～鮑古丹～ゴロタ岬～鉄府～西上泊(澄海岬)～砂すべり～宇遠内～礼文滝～地蔵岩～桃岩荘
  - 礼文林道分岐まで（礼文町役場HPより）
  - 香深井まで（最寄のバス停留所）
  - 礼文林道を通り桃岩トンネル手前の車道に出るまで（ツアーの場合多い）
  - 香深まで（地元のガイドブック「ぎっしりしりあこがれぶん」で紹介されている）
  - 元地地蔵岩まで（旧ゴール地。桃岩トンネルから回り込む）
  - 礼文林道から三角山、香深スキー場を通り市街地へ抜けるルート（2010年ごろ案内板が建てられた）

## 注意点
- 登山届・入山届が必要ではなく小学生から高齢者まで幅広い年齢層で歩く事が出来るルートだが、3000m級の山岳のように天候が変化するのでしっかりとした装備が必要である[7]。但し桃岩荘ユースホステルでは2024年より出発前に免責の誓約書の提出を義務付けている。
- 砂すべり～宇遠内間は海岸線を通る為、晴れていても波が高いことがある[8]。
- 過去には遭難騒ぎや死亡事故も発生している。また1997年には単独歩行の旅行者が宇遠内～元地の海岸ルートで事故を起こしており、礼文町への訴訟事件に発展したことから、町は海岸ルートを禁止し翌1998年以降は林道経由ルートになっている[9][10]。
- ルート上、携帯電話使用可能な場所が限られておりもしもの時を考え単独でなく2人以上のパーティで参加するのが望ましい[11][12][13]。
- 車が来ることができる地点は、西上泊、礼文林道、道道765号線のみである。特に西上泊を過ぎると迂回ルートが無く礼文林道まで歩くか引き返すしかなくなるので[8]、西上泊時点で怪我を負っていたりきついと感じた場合は無理をせずに引き返すこと。
- 片道の為往路は宿の送迎かバスを使う必要がある。また8時間とあるが実際は11時間近く掛かってしまうので稚内行きの最終フェリーに間に合わないことが多く、島内二泊以上が必要である[7]。

## 類似コース
- 岬めぐりコース(旧花の4時間コース)[14]

スコトン岬から西上泊、レブンアツモリソウ群生地を通り浜中へ至るルート。浜中からはバスで香深港へ戻る。またはその逆コース。
- 逆8[15]

礼文林道側(桃岩荘側)からスコトン岬へ抜ける逆ルート。
- チャリ8[16]

同コースを自転車で走り抜けるもの。自転車で走れない箇所はかついで歩く。
- 24時間コース[17]

民宿星観荘がたまに行っている24時間徹夜で歩くツアー。スコトン岬からの通常の8時間コースを行い、更に礼文林道からフラワーロード、知床、香深へと出て北海道道40号礼文島線、北海道道507号船泊港利礼公園線を北上しスコトン岬へ至る。民宿のサポート隊が適宜補助をしてくれる。
- 48時間コース[18]

24時間コースの途中、桃岩荘YHで一泊するツアー。星観荘がまれに開催している。また以前は利尻島鴛泊ユースホステル（現在は民宿）のホステラーが、桃岩荘に一泊し、8時間コースを歩くツアーを組んだときもこう呼ばれていた。